# Мокрец (Курская область)
Мокрец — село в Горшеченском районе Курской области России. Входит в состав Нижнеборковского сельсовета.

## География
Село находится в восточной части Курской области, в лесостепной зоне, в пределах юго-западной части Среднерусской возвышенности, вблизи административной границы с Белгородской областью, на расстоянии примерно 17 км (по прямой) к юго-востоку от посёлка городского типа Горшечное, административного центра района. Абсолютная высота — 180 м над уровнем моря.
Часовой пояс
Село Мокрец, как и вся Курская область, находится в часовой зоне МСК (московское время). Смещение применяемого времени относительно UTC составляет +3:00.

## Население
| 1859 | 1897 | 2002 | 2010 |
| ---- | ---- | ---- | ---- |
| 780  | ↗976 | ↘126 | ↗138 |

Гендерный состав
По данным Всероссийской переписи населения 2010 года, в гендерной структуре населения мужчины составляли 49,3 %, женщины — соответственно 50,7 %.
Национальный состав
Согласно результатам переписи 2002 года, в национальной структуре населения русские составляли 99 % из 126 чел.

## Улицы
| - ул. Колхозная, - ул. Придорожная, | - ул. Хуторская, - ул. Школьная. |

## Известные уроженцы
- Воротынцев, Иван Моисеевич (1920—1957) — советский военнослужащий, рядовой, Герой Советского Союза.
- Воротынцев, Николай Филиппович (1924—1977) — советский военнослужащий, младший лейтенант, Герой Советского Союза.